# NGC 363
NGC 363 (również PGC 3911) – galaktyka soczewkowata (S0), znajdująca się w gwiazdozbiorze Wieloryba. Odkrył ją Francis Leavenworth 28 listopada 1885 roku.